# Prosotas marginata
Prosotas marginata är en fjärilsart som beskrevs av Tite 1963. Prosotas marginata ingår i släktet Prosotas och familjen juvelvingar. Inga underarter finns listade i Catalogue of Life.